# SMS Erzherzog Albrecht
«Ерцгерцог Альбрехт»(нім. SMS Erzherzog Albrecht) - броненосець, побудований для ВМС Австро-Угорщини у 1870-х роках, єдиний представник свого типу. Його конструкція нагадувала «Кустоца», але «Ерцгерцог Альбрехт» мав менші розміри.
Свою назву корабель отримав на честь Альбрехта Австрійського.

## Історія створення
У 1869 керівництво Австро-Угорського флоту звернулося до видатного корабела конструктора, Головного Інженера Йозефа фон Ромако, який сконструював всі попередні броненосці для нього, з проханням підготувати проект двох нових броньованих кораблів. Першим з цих проєктів став «Кустоца», а другий «Ерцгерцог Альбрехт», дещо зменшений варіант з огляду на бюджетні обмеження. Ромако, вивчивши досвід битви біля Лісси 1866 року, вирішив, що нові кораблі мають нести потужний броньовий захист, мати спроможність зосереджувати вогонь по курсу та на корму для забезпечення ефективних атак тараном.  Такі характеристики були здобуті за рахунок кількості гармат та потужності машини. Для встановлення цієї зменшеної кількості гармат Ромако обрав ту ж схему броненосця з центральною батареєю, яку використав, конструюючи свій попередній корабель «Лісса». Але на відміну від дерев'яного корпусу «Лісси», корпус «Ерцгерцога Альбрехта» був металевим, одним з перших у ВМС  Австро-Угорщині.  Віце-адмірал Вільгельм фон Тегеттофф, переможець Лісси, схвалив пропозиції Ромако щодо двох згаданих броненосців, що дозволило розпочати будівництво.   
Кіль для «Ерцгерцог Альбрехт» заклали на верфі «Stabilimento Tecnico Triestino» у Трієсті 1 червня 1870 року.  Спущений на воду 24 квітня 1872 року і  завершений  у червні 1874 року, крім озброєння, яке мало бути встановлене на військово-морській базі у Пулі. Завершення корабля суттєво затрималося через бюджетні проблеми, що сповільнило придбання броньованих плит у британських виробників. Кошти на бронювання були виділені у січні  1871 року.

## Історія служби
Броненосний флот, включно з «Ерцгерцог Альбрехт», був виведений у резерв у Пулі. Лише кілька гвинтових фрегатів більш-менш активно використовувались у 1870-тих для закордонних візитів. Фактично корабель не використовувався до  1881 року. У кінці того року «Ерцгерцог Альбрехт» разом з неброньованим фрегатом Laudon та кількома меншими кораблями зайшли у Котторську затоку аби допомогти придушити там заколот. Під час операцій, які завершилися у березні 1882 року, кораблі обстрілювали там позиції повстанців
Корабель взяв участь у маневрах флоту 1887 року, які включали артилерійські стрільби. У червні та липні 1889 року, «Ерцгерцог Альбрехт» був флагманом під час навчань, у яких також взяли участь броненосці «Кустоца», «Тегетгофф», «Кайзер Мах», «Дон Хуан де Аустрія» та «Принц Ойген».
Корабель залишався на активній службі до 1908 року, коли його переобладнали як тендер для артилерійської школи. Перейменований на Feuerspeier, він служив у цій якості до жовтня 1915 року, коли під час Першої світової війни його переробили на плавучу казарму для німецьких екіпажів U-boot, які діяли в Адріатичному морі. Після поразки Центральних держав у листопаді 1918 року корабель був переданий Італії як трофей відповідно до умов Сен-Жерменського мирного договору. Судно перейменували на Buttafuoco і воно використовувалося як блокшив ВМС Італії, аж поки не було розібрано на метал на початку 1950-тих років.